# Ebenspanger Emil
Ebenspanger Emil (Liebling, 1869. november 24. – Felsőlövő, 1888. június 4.) író, költő.

## Élete
Ebenspanger János képzőintézeti főnök fia volt. Iskoláit Temesvárt, Felsőlövőn és Lugoson végezte.

## Munkái
Cikke: Ausflug nach Riegersburg (Krassóer Zeitung 1886.); magyar és német költeményeket és elbeszéléseket irt a Népiskola (Volkschule (1887–88.) c. lapba s az Oberwarter Sontagszeitungba (1889.)
Álneve: Határszéli.